# Danh sách cầu thủ tham dự Cúp Vàng CONCACAF 2002
Đây là các đội hình tham gia Cúp Vàng CONCACAF 2002.

## Bảng A

### El Salvador
Huấn luyện viên:  Carlos Recinos
| Số | Vt | Cầu thủ          | Ngày sinh (tuổi)            | Số trận | Câu lạc bộ            |
| -- | -- | ---------------- | --------------------------- | ------- | --------------------- |
| 1  | TM | Santos Rivera    | 8 tháng 4, 1974 (27 tuổi)   | 28 (0)  | C.D. Municipal Limeño |
| 2  | HV | William Osorio   | 13 tháng 4, 1971 (30 tuổi)  | 41 (0)  | C.D. FAS              |
| 4  | HV | Marvin Benítez   | 14 tháng 8, 1974 (27 tuổi)  | 5 (0)   | C.D. Municipal Limeño |
| 5  | HV | Víctor Velásquez | 12 tháng 4, 1976 (25 tuổi)  | 12 (3)  | C.D. FAS              |
| 6  | HV | Jaime Cubías     | 10 tháng 3, 1974 (27 tuổi)  | 24 (0)  | A.D. Isidro Metapán   |
| 7  | TV | Héctor Canjura   | 15 tháng 7, 1976 (25 tuổi)  | 14 (7)  | C.D. Luis Ángel Firpo |
| 8  | TV | Santos Cabrera   | 1 tháng 11, 1976 (25 tuổi)  | 16 (8)  | C.D. Luis Ángel Firpo |
| 9  | TV | Josué Galdámez   | 18 tháng 12, 1982 (19 tuổi) | 7 (0)   | C.D. Municipal Limeño |
| 11 | TĐ | Ronald Cerritos  | 3 tháng 1, 1975 (27 tuổi)   | 48 (0)  | Dallas Burn           |
| 12 | TV | Cristian Álvarez | 19 tháng 4, 1978 (23 tuổi)  | 8 (0)   | C.D. FAS              |
| 13 | TV | Deris Umanzor    | 7 tháng 1, 1980 (22 tuổi)   | 10 (1)  | C.D. Municipal Limeño |
| 14 | TĐ | Rudis Corrales   | 6 tháng 11, 1979 (22 tuổi)  | 8 (8)   | C.D. Municipal Limeño |
| 16 | TV | Adonay Martínez  | 3 tháng 10, 1975 (26 tuổi)  | 8 (0)   | Alianza F.C.          |
| 17 | TV | Jorge Rodríguez  | 20 tháng 5, 1971 (30 tuổi)  | 50 (0)  | Dallas Burn           |
| 18 | TV | Óscar Navarro    | 13 tháng 1, 1979 (23 tuổi)  | 0 (0)   | Alianza F.C.          |
| 19 | HV | Elmer Martínez   | 3 tháng 1, 1975 (27 tuổi)   | 20 (0)  | C.D. Municipal Limeño |
| 20 | HV | Guillermo García | 4 tháng 8, 1969 (32 tuổi)   | 32 (1)  | C.D. Luis Ángel Firpo |
| 22 | TM | Juan José Gómez  | 8 tháng 11, 1980 (21 tuổi)  | 19 (0)  | C.D. Águila           |

### Guatemala
Huấn luyện viên:  Julio César Cortés
| Số | Vt | Cầu thủ           | Ngày sinh (tuổi)            | Số trận | Câu lạc bộ         |
| -- | -- | ----------------- | --------------------------- | ------- | ------------------ |
| 1  | TM | Edgar Estrada     | 16 tháng 11, 1967 (34 tuổi) | 71 (0)  | CSD Municipal      |
| 2  | HV | Denis Chen        | 9 tháng 8, 1977 (24 tuổi)   | 9 (1)   | CSD Municipal      |
| 3  | HV | Pablo Melgar      | 14 tháng 1, 1980 (22 tuổi)  | 0 (0)   | Antigua GFC        |
| 4  | HV | Luis Swisher      | 21 tháng 6, 1978 (23 tuổi)  | 23 (0)  | CSD Comunicaciones |
| 5  | HV | Gustavo Cabrera   | 13 tháng 12, 1979 (22 tuổi) | 16 (0)  | CSD Comunicaciones |
| 6  | HV | Alvaro Jiménez    | 24 tháng 11, 1974 (27 tuổi) | 9 (0)   | CSD Comunicaciones |
| 7  | HV | Fabricio Benitez  | 11 tháng 6, 1975 (26 tuổi)  | 12 (0)  | Cobán Imperial     |
| 8  | TV | Gonzalo Romero    | 25 tháng 3, 1975 (26 tuổi)  | 9 (0)   | CSD Municipal      |
| 9  | TĐ | Mario Acevedo     | 15 tháng 2, 1969 (32 tuổi)  | 26 (3)  | CSD Municipal      |
| 10 | TV | Freddy García     | 12 tháng 1, 1977 (25 tuổi)  | 38 (15) | CSD Comunicaciones |
| 11 | TĐ | Guillermo Ramírez | 26 tháng 3, 1978 (23 tuổi)  | 33 (4)  | PAS Giannina       |
| 14 | TV | Claudio Albizuris | 1 tháng 7, 1981 (20 tuổi)   | 2 (0)   | CSD Municipal      |
| 15 | TĐ | Juan Carlos Plata | 1 tháng 1, 1971 (31 tuổi)   | 55 (25) | CSD Municipal      |
| 18 | HV | Uwaldo Pérez      | 25 tháng 10, 1979 (22 tuổi) | 14 (1)  | CSD Comunicaciones |
| 19 | TV | Fredy Thompson    | 2 tháng 6, 1982 (19 tuổi)   | 7 (0)   | CSD Comunicaciones |
| 20 | TĐ | Carlos Ruíz       | 15 tháng 9, 1979 (22 tuổi)  | 28 (11) | CSD Municipal      |
| 21 | TV | Omar Pivaral      | 2 tháng 4, 1975 (26 tuổi)   | 0 (0)   | CSD Municipal      |
| 22 | TM | Danny Ortiz       | 26 tháng 7, 1976 (25 tuổi)  | 8 (0)   | CSD Comunicaciones |
| 23 | HV | Israel Donis      | 11 tháng 8, 1975 (26 tuổi)  | 7 (0)   | CSD Municipal      |

### México
Huấn luyện viên:  Javier Aguirre
| Số | Vt | Cầu thủ                   | Ngày sinh (tuổi)            | Số trận | Câu lạc bộ       |
| -- | -- | ------------------------- | --------------------------- | ------- | ---------------- |
| 1  | TM | Adrián Martínez           | 1 tháng 1, 1970 (32 tuổi)   | 2 (0)   | Santos Laguna    |
| 2  | HV | Adrián García Arias       | 6 tháng 12, 1975 (26 tuổi)  | 0 (0)   | Deportivo Toluca |
| 3  | HV | Sindey Balderas           | 20 tháng 6, 1975 (26 tuổi)  | 0 (0)   | Tigres UANL      |
| 4  | HV | Ignacio Hierro            | 22 tháng 6, 1978 (23 tuổi)  | 9 (0)   | Atlante          |
| 5  | HV | Francisco Gabriel de Anda | 5 tháng 6, 1971 (30 tuổi)   | 9 (1)   | Pachuca          |
| 6  | TV | Alfonso Sosa (Captain)    | 5 tháng 10, 1967 (34 tuổi)  | 9 (0)   | Pachuca          |
| 7  | HV | Víctor Gutiérrez          | 27 tháng 1, 1978 (23 tuổi)  | 1 (0)   | Cruz Azul        |
| 8  | TV | Tomás Campos              | 14 tháng 9, 1975 (26 tuổi)  | 4 (1)   | Cruz Azul        |
| 9  | TĐ | Carlos Ochoa              | 5 tháng 3, 1978 (23 tuổi)   | 0 (0)   | Tigres UANL      |
| 10 | TV | Marco Garcés              | 7 tháng 11, 1972 (29 tuổi)  | 0 (0)   | Pachuca          |
| 11 | TĐ | Antonio de Nigris         | 1 tháng 4, 1978 (23 tuổi)   | 15 (4)  | Monterrey        |
| 12 | TM | Omar Ortíz                | 13 tháng 3, 1976 (25 tuổi)  | 0 (0)   | Celaya           |
| 13 | TV | Antonio Sancho            | 14 tháng 3, 1976 (25 tuổi)  | 1 (0)   | Tigres UANL      |
| 14 | TĐ | Jair García               | 25 tháng 10, 1978 (23 tuổi) | 1 (0)   | Guadalajara      |
| 15 | TV | José Antonio Noriega      | 29 tháng 12, 1969 (32 tuổi) | 3 (0)   | Monarcas Morelia |
| 16 | TV | Joaquín Reyes             | 20 tháng 2, 1978 (23 tuổi)  | 3 (0)   | Santos Laguna    |
| 17 | TV | Erik Espinosa             | 13 tháng 1, 1980 (22 tuổi)  | 0 (0)   | Deportivo Toluca |
| 18 | TĐ | Adolfo Bautista           | 15 tháng 5, 1979 (22 tuổi)  | 0 (0)   | Guadalajara      |

## Bảng B

### Cuba
Huấn luyện viên:  Miguel Company
| Số | Vt | Cầu thủ               | Ngày sinh (tuổi)            | Số trận | Câu lạc bộ          |
| -- | -- | --------------------- | --------------------------- | ------- | ------------------- |
| 1  | TM | Odelín Molina         | 3 tháng 8, 1974 (27 tuổi)   | 18 (0)  | Villa Clara         |
| 2  | HV | Alexander Driggs      | 18 tháng 10, 1973 (28 tuổi) | 22 (0)  | Holguín             |
| 3  | HV | Yénier Márquez        | 3 tháng 1, 1979 (23 tuổi)   | 23 (2)  | Villa Clara         |
| 4  | HV | Mario Rodríguez López | 20 tháng 9, 1977 (24 tuổi)  | 17 (0)  | Ciudad de La Habana |
| 5  | HV | Alexander Cruzata     | 26 tháng 7, 1977 (24 tuổi)  | 30 (1)  | Holguín             |
| 6  | HV | Mario Pedraza         | 18 tháng 7, 1973 (28 tuổi)  | 15 (0)  | Cienfuegos          |
| 7  | TV | Raciel Torres         | 1 tháng 3, 1981 (20 tuổi)   | 0 (0)   | Ciudad de La Habana |
| 8  | TV | Miguel Ángel Gandara  | 31 tháng 1, 1975 (26 tuổi)  | 24 (2)  | Ciudad de La Habana |
| 9  | TĐ | Lazaro Dalcourt       | 25 tháng 4, 1971 (30 tuổi)  | 41 (5)  | Pinar del Río       |
| 10 | TĐ | Alberto Delgado       | 3 tháng 11, 1978 (23 tuổi)  | 20 (4)  | Ciudad de La Habana |
| 11 | TĐ | Ariel Betancourt      | 30 tháng 9, 1970 (31 tuổi)  | 11 (0)  | Villa Clara         |
| 12 | TM | Alexis Revé           | 17 tháng 11, 1972 (29 tuổi) | 3 (0)   | Villa Clara         |
| 13 | HV | Silvio Pedro Miñoso   | 23 tháng 12, 1976 (25 tuổi) | 0 (0)   | Villa Clara         |
| 14 | TV | Jorge Luis Ramírez    | 10 tháng 7, 1977 (24 tuổi)  | 0 (0)   | Granma              |
| 17 | TV | Liván Pérez           | 1 tháng 1, 1977 (25 tuổi)   | 8 (0)   | Ciego de Ávila      |
| 18 | TĐ | Rey Ángel Martínez    | 13 tháng 5, 1980 (21 tuổi)  | 15 (2)  | Ciudad de La Habana |
| 19 | TĐ | Maykel Galindo        | 28 tháng 1, 1981 (20 tuổi)  | 0 (0)   | Villa Clara         |
| 22 | TV | René Estrada          | 1 tháng 1, 1978 (24 tuổi)   | 2 (0)   | Industriales        |

### Hàn Quốc
Huấn luyện viên:  Guus Hiddink
| Số | Vt | Cầu thủ        | Ngày sinh (tuổi)            | Số trận | Câu lạc bộ             |
| -- | -- | -------------- | --------------------------- | ------- | ---------------------- |
| 1  | TM | Kim Byung-Ji   | 8 tháng 4, 1970 (31 tuổi)   |         | Pohang Steelers        |
| 3  | TV | Hyun Young-Min | 25 tháng 12, 1979 (22 tuổi) |         | Konkuk University      |
| 4  | HV | Kim Tae-Young  | 8 tháng 11, 1970 (31 tuổi)  |         | Chunnam Dragons        |
| 5  | TV | Kim Nam-Il     | 14 tháng 3, 1977 (24 tuổi)  |         | Chunnam Dragons        |
| 7  | HV | Song Chong-Gug | 20 tháng 2, 1979 (22 tuổi)  |         | Busan I'Park           |
| 8  | TĐ | Kim Do-Hoon    | 21 tháng 7, 1970 (31 tuổi)  |         | Jeonbuk Hyundai Motors |
| 9  | TĐ | Choi Yong-Soo  | 10 tháng 9, 1973 (28 tuổi)  |         | JEF United             |
| 10 | TĐ | Hwang Sun-Hong | 14 tháng 7, 1968 (33 tuổi)  |         | Kashiwa Reysol         |
| 11 | TV | Lee Chun-Soo   | 9 tháng 7, 1981 (20 tuổi)   |         | Ulsan Hyundai Horangi  |
| 12 | TM | Lee Woon-Jae   | 26 tháng 4, 1973 (28 tuổi)  |         | Sangmu                 |
| 13 | TV | Lee Eul-Yong   | 8 tháng 8, 1975 (26 tuổi)   |         | Bucheon                |
| 15 | HV | Choi Jin-Cheul | 26 tháng 3, 1971 (30 tuổi)  |         | Jeonbuk Hyundai Motors |
| 16 | TV | Park Ji-Sung   | 25 tháng 2, 1981 (20 tuổi)  |         | Kyoto Sanga            |
| 17 | HV | Lee Young-Pyo  | 23 tháng 4, 1977 (24 tuổi)  |         | Anyang LG Cheetahs     |
| 18 | HV | Yoo Sang-Chul  | 18 tháng 10, 1971 (30 tuổi) |         | Kashiwa Reysol         |
| 20 | TĐ | Cha Du-Ri      | 25 tháng 7, 1980 (21 tuổi)  |         | Korea University       |
| 21 | TĐ | Ahn Hyo-Yeon   | 16 tháng 4, 1978 (23 tuổi)  |         | Kyoto Sanga            |
| 24 | HV | Kim Sang-Sik   | 17 tháng 12, 1976 (25 tuổi) |         | Seongnam Ilhwa Chunma  |

### Hoa Kỳ
Huấn luyện viên:  Bruce Arena
| Số | Vt | Cầu thủ          | Ngày sinh (tuổi)            | Số trận  | Câu lạc bộ           |
| -- | -- | ---------------- | --------------------------- | -------- | -------------------- |
| 1  | TM | Tony Meola       | 21 tháng 2, 1969 (32 tuổi)  | 97 (0)   | Kansas City Wizards  |
| 2  | HV | Frankie Hejduk   | 5 tháng 8, 1974 (27 tuổi)   | 30 (5)   | Bayer 04 Leverkusen  |
| 4  | TV | DaMarcus Beasley | 24 tháng 5, 1982 (19 tuổi)  | 3 (0)    | Chicago Fire         |
| 7  | TV | Eddie Lewis      | 17 tháng 5, 1974 (27 tuổi)  | 29 (2)   | Fulham               |
| 8  | TV | Richie Williams  | 3 tháng 6, 1970 (31 tuổi)   | 17 (0)   | MetroStars           |
| 11 | TĐ | Ante Razov       | 2 tháng 3, 1974 (27 tuổi)   | 19 (5)   | Chicago Fire         |
| 12 | HV | Jeff Agoos       | 2 tháng 5, 1968 (33 tuổi)   | 117 (3)  | San Jose Earthquakes |
| 13 | TV | Cobi Jones       | 16 tháng 6, 1970 (31 tuổi)  | 144 (14) | Los Angeles Galaxy   |
| 14 | TV | Chris Armas      | 27 tháng 8, 1972 (29 tuổi)  | 35 (2)   | Chicago Fire         |
| 15 | TĐ | Josh Wolff       | 25 tháng 2, 1977 (24 tuổi)  | 10 (3)   | Chicago Fire         |
| 17 | HV | Carlos Bocanegra | 25 tháng 5, 1979 (22 tuổi)  | 1 (0)    | Chicago Fire         |
| 18 | TM | Kasey Keller     | 29 tháng 11, 1969 (32 tuổi) | 50 (0)   | Tottenham            |
| 19 | TV | Manny Lagos*     | 1 tháng 6, 1971 (30 tuổi)   | 1 (0)    | San Jose Earthquakes |
| 20 | TĐ | Brian McBride    | 19 tháng 6, 1972 (29 tuổi)  | 50 (14)  | Columbus Crew        |
| 21 | TĐ | Landon Donovan   | 4 tháng 3, 1982 (19 tuổi)   | 9 (1)    | San Jose Earthquakes |
| 25 | TV | Pablo Mastroeni  | 26 tháng 8, 1976 (25 tuổi)  | 2 (0)    | Colorado Rapids      |
| 26 | HV | Danny Califf     | 17 tháng 3, 1980 (21 tuổi)  | 0 (0)    | Los Angeles Galaxy   |
| 27 | TV | Jeff Cunningham* | 21 tháng 8, 1976 (25 tuổi)  | 1 (0)    | Columbus Crew        |

- Lagos and Cunningham were replaced after group matches by

| Số | Vt | Cầu thủ           | Ngày sinh (tuổi)            | Số trận | Câu lạc bộ    |
| -- | -- | ----------------- | --------------------------- | ------- | ------------- |
| 10 | TV | Brian Maisonneuve | 28 tháng 6, 1973 (28 tuổi)  | 10 (0)  | Columbus Crew |
| 5  | TĐ | Clint Mathis      | 25 tháng 11, 1976 (25 tuổi) | 11 (3)  | MetroStars    |

## Bảng C

### Costa Rica
Huấn luyện viên:  Alexandre Guimarães
| Số | Vt | Cầu thủ           | Ngày sinh (tuổi)            | Số trận | Câu lạc bộ         |
| -- | -- | ----------------- | --------------------------- | ------- | ------------------ |
| 1  | TM | Erick Lonnis      | 9 tháng 9, 1965 (36 tuổi)   | 66 (0)  | Deportivo Saprissa |
| 2  | HV | Jervis Drummond   | 8 tháng 9, 1976 (25 tuổi)   | 36 (1)  | Deportivo Saprissa |
| 3  | HV | Luis Marín        | 10 tháng 8, 1974 (27 tuổi)  | 65 (3)  | Alajuelense        |
| 4  | TV | Max Sánchez       | 2 tháng 1, 1973 (29 tuổi)   | 2 (0)   | Santos de Guápiles |
| 5  | HV | Gilberto Martínez | 1 tháng 10, 1979 (22 tuổi)  | 18 (0)  | Deportivo Saprissa |
| 6  | TV | Wilmer López      | 3 tháng 8, 1971 (30 tuổi)   | 58 (6)  | Alajuelense        |
| 7  | TĐ | Rolando Fonseca   | 6 tháng 6, 1974 (27 tuổi)   | 72 (36) | Alajuelense        |
| 8  | TV | Mauricio Solís    | 13 tháng 12, 1972 (29 tuổi) | 75 (5)  | Alajuelense        |
| 10 | TV | Walter Centeno    | 10 tháng 6, 1974 (27 tuổi)  | 40 (5)  | Deportivo Saprissa |
| 12 | TĐ | Óscar Rojas       | 27 tháng 4, 1979 (22 tuổi)  | 1 (0)   | La Piedad          |
| 14 | HV | Austin Berry      | 5 tháng 4, 1971 (30 tuổi)   | 64 (6)  | Herediano          |
| 15 | TV | Harold Wallace    | 7 tháng 9, 1975 (26 tuổi)   | 48 (1)  | Alajuelense        |
| 16 | TV | Steven Bryce      | 16 tháng 8, 1977 (24 tuổi)  | 24 (4)  | Alajuelense        |
| 17 | TĐ | Hernán Medford    | 23 tháng 5, 1968 (33 tuổi)  | 80 (17) | Deportivo Saprissa |
| 18 | TM | Álvaro Mesén      | 24 tháng 12, 1972 (29 tuổi) | 13 (0)  | Alajuelense        |
| 20 | TĐ | William Sunsing   | 12 tháng 5, 1977 (24 tuổi)  | 17 (1)  | New Anh Revolution |
| 21 | HV | Reynaldo Parks    | 4 tháng 12, 1974 (27 tuổi)  | 41 (1)  | Tecos UAG          |
| 22 | HV | Carlos Castro     | 10 tháng 9, 1978 (23 tuổi)  | 15 (0)  | Alajuelense        |

### Martinique
Huấn luyện viên:  Théodore Antonin
| Số | Vt | Cầu thủ             | Ngày sinh (tuổi)            | Số trận | Câu lạc bộ  |
| -- | -- | ------------------- | --------------------------- | ------- | ----------- |
| 1  | TM | Jean-François Go    | 9 tháng 8, 1973 (28 tuổi)   |         | Case-Pilote |
| 4  | HV | Judes Vaton         | 17 tháng 4, 1972 (29 tuổi)  |         | Samaritaine |
| 5  | TĐ | Patrick Percin      | 18 tháng 12, 1976 (25 tuổi) |         | Franciscain |
| 6  | HV | Paul-Henri Clorus   | 11 tháng 4, 1974 (27 tuổi)  |         | Franciscain |
| 7  | TV | Xavier Bullet       | 10 tháng 3, 1979 (22 tuổi)  |         | New Club    |
| 8  | HV | David Dicanot       | 23 tháng 9, 1973 (28 tuổi)  |         | RCF Paris   |
| 9  | TĐ | Loïc Pupon          | 24 tháng 12, 1977 (24 tuổi) |         | Golden Star |
| 10 | TĐ | José Goron          | 1 tháng 4, 1977 (24 tuổi)   |         | Case-Pilote |
| 11 | TV | Jean-Marie Agathine | 24 tháng 3, 1979 (22 tuổi)  |         | New Club    |
| 12 | HV | Ludovic Mirande     | 6 tháng 1, 1977 (25 tuổi)   |         | L’Assaut    |
| 14 | TV | Marcel Gibon        | 22 tháng 5, 1973 (28 tuổi)  |         | Robert      |
| 15 | HV | Laurent Lagrand     | 24 tháng 11, 1974 (27 tuổi) |         | Aiglon      |
| 16 | TV | Jean-Victor Lavril  | 24 tháng 8, 1969 (32 tuổi)  |         | Case-Pilote |
| 17 | HV | Pascal Lina         | 13 tháng 12, 1970 (31 tuổi) |         | Franciscain |
| 18 | HV | Fabrice Reuperne    | 18 tháng 9, 1975 (26 tuổi)  |         | Stade Reims |
| 19 | TĐ | Rodolphe Rano       | 16 tháng 4, 1972 (29 tuổi)  |         | New Club    |
| 20 | TĐ | Thierry Fondelot    | 19 tháng 6, 1970 (31 tuổi)  |         | Golden Star |
| 24 | TM | Eddy Heurlié        | 27 tháng 12, 1977 (24 tuổi) |         | Troyes      |

### Trinidad và Tobago
Huấn luyện viên:  Renê Simões
| Số | Vt | Cầu thủ            | Ngày sinh (tuổi)            | Số trận  | Câu lạc bộ        |
| -- | -- | ------------------ | --------------------------- | -------- | ----------------- |
| 1  | TM | Shaka Hislop       | 22 tháng 2, 1969 (32 tuổi)  | 11 (0)   | West Ham          |
| 3  | TV | Dale Saunders      | 9 tháng 11, 1973 (28 tuổi)  | 40 (5)   | Joe Public        |
| 4  | HV | Marvin Andrews     | 22 tháng 12, 1975 (26 tuổi) | 67 (0)   | Livingston        |
| 5  | HV | Brent Sancho       | 13 tháng 5, 1977 (24 tuổi)  | 14 (0)   | Portland Timbers  |
| 6  | HV | Avery John         | 18 tháng 6, 1975 (26 tuổi)  | 31 (0)   | Bohemian          |
| 7  | HV | Cyd Gray           | 21 tháng 11, 1973 (28 tuổi) | 6 (0)    | Joe Public        |
| 8  | TV | Angus Eve          | 23 tháng 2, 1973 (28 tuổi)  | 44 (17)  | San Juan Jabloteh |
| 9  | TV | Arnold Dwarika     | 23 tháng 2, 1973 (28 tuổi)  | 118 (55) | Joe Public        |
| 10 | TV | Reynold Carrington | 27 tháng 1, 1970 (31 tuổi)  | 50 (0)   | W Connection      |
| 11 | TV | Brent Rahim        | 8 tháng 8, 1978 (23 tuổi)   | 23 (2)   | Levski Sofia      |
| 12 | TĐ | Collin Samuel      | 27 tháng 1, 1981 (20 tuổi)  | 0 (0)    | San Juan Jabloteh |
| 13 | HV | Ansil Elcock       | 17 tháng 5, 1969 (32 tuổi)  | 108 (0)  | Columbus Crew     |
| 14 | TĐ | Stern John         | 30 tháng 10, 1976 (25 tuổi) | 42 (18)  | Nottingham Forest |
| 15 | HV | Stokely Mason      | 24 tháng 10, 1975 (26 tuổi) | 62 (3)   | Joe Public        |
| 16 | HV | Keyeno Thomas      | 29 tháng 12, 1977 (24 tuổi) | 17 (0)   | Joe Public        |
| 17 | TV | Aurtis Whitley     | 1 tháng 5, 1977 (24 tuổi)   | 3 (0)    | San Juan Jabloteh |
| 18 | TĐ | Nigel Pierre       | 6 tháng 2, 1979 (22 tuổi)   | 30 (15)  | Joe Public        |
| 22 | TM | Clayton Ince       | 12 tháng 2, 1972 (29 tuổi)  | 61 (0)   | Crewe Alexandra   |

## Bảng D

### Canada
Huấn luyện viên:  Holger Osieck
| Số | Vt | Cầu thủ             | Ngày sinh (tuổi)            | Số trận | Câu lạc bộ           |
| -- | -- | ------------------- | --------------------------- | ------- | -------------------- |
| 1  | TM | Lars Hirschfeld     | 17 tháng 10, 1978 (23 tuổi) | 2 (0)   | Calgary Storm        |
| 3  | HV | Mark Rogers         | 13 tháng 11, 1975 (26 tuổi) | 1 (0)   | Wycombe Wanderers    |
| 4  | HV | Tony Menezes        | 24 tháng 11, 1974 (27 tuổi) | 21 (0)  | Botafogo             |
| 5  | HV | Jason de Vos        | 2 tháng 1, 1974 (28 tuổi)   | 32 (3)  | Wigan                |
| 6  | TV | Jason Bent          | 3 tháng 8, 1977 (24 tuổi)   | 26 (0)  | Plymouth Argyle      |
| 7  | TV | Paul Stalteri       | 18 tháng 10, 1977 (24 tuổi) | 32 (2)  | Werder Bremen        |
| 8  | TV | Nick Dasovic        | 5 tháng 12, 1968 (33 tuổi)  | 53 (2)  | St Johnstone         |
| 10 | TĐ | Davide Xausa        | 10 tháng 3, 1976 (25 tuổi)  | 26 (2)  | Livingston           |
| 11 | HV | Jim Brennan         | 8 tháng 5, 1977 (24 tuổi)   | 26 (2)  | Nottingham Forest    |
| 13 | HV | Carl Fletcher       | 26 tháng 12, 1971 (30 tuổi) | 32 (2)  | Rochester Rhinos     |
| 14 | TV | Daniel Imhof        | 22 tháng 11, 1977 (24 tuổi) | 6 (0)   | St. Gallen           |
| 15 | TV | Richard Hastings    | 18 tháng 5, 1977 (24 tuổi)  | 20 (1)  | Ross County          |
| 16 | TV | Julian de Guzman    | 25 tháng 3, 1981 (20 tuổi)  | 0 (0)   | 1. FC Saarbrücken    |
| 17 | TĐ | Dwayne De Rosario   | 15 tháng 5, 1978 (23 tuổi)  | 9 (0)   | San Jose Earthquakes |
| 18 | TV | Tam Nsaliwa         | 28 tháng 1, 1982 (19 tuổi)  | 3 (0)   | 1. FC Saarbrücken    |
| 19 | HV | Chris Pozniak       | 10 tháng 1, 1981 (21 tuổi)  | 0 (0)   | Örebro               |
| 20 | HV | Kevin McKenna       | 21 tháng 1, 1980 (21 tuổi)  | 7 (1)   | Heart of Midlothian  |
| 23 | TM | Kenny Stamatopoulos | 28 tháng 8, 1979 (22 tuổi)  | 1 (0)   | Kalamata             |

### Ecuador
Huấn luyện viên:  Hernán Darío Gómez
| Số | Vt | Cầu thủ                 | Ngày sinh (tuổi)            | Số trận | Câu lạc bộ      |
| -- | -- | ----------------------- | --------------------------- | ------- | --------------- |
| 1  | TM | José Francisco Cevallos | 17 tháng 4, 1971 (30 tuổi)  |         | Barcelona       |
| 2  | HV | Augusto Porozo          | 13 tháng 4, 1974 (27 tuổi)  |         | Emelec          |
| 3  | HV | Iván Hurtado            | 16 tháng 8, 1974 (27 tuổi)  |         | La Piedad       |
| 5  | TV | Alfonso Obregón         | 12 tháng 5, 1972 (29 tuổi)  |         | Delfín          |
| 6  | HV | Raúl Guerrón            | 12 tháng 10, 1976 (25 tuổi) |         | Deportivo Quito |
| 7  | TV | Christian Lara          | 27 tháng 4, 1980 (21 tuổi)  |         | El Nacional     |
| 8  | TV | Luis Gómez              | 20 tháng 4, 1972 (29 tuổi)  |         | Barcelona       |
| 9  | TĐ | Carlos Tenorio          | 14 tháng 5, 1979 (22 tuổi)  |         | LDU Quito       |
| 10 | TV | Álex Aguinaga           | 9 tháng 7, 1968 (33 tuổi)   |         | Necaxa          |
| 11 | TV | Nicolás Asencio         | 26 tháng 4, 1975 (26 tuổi)  |         | Barcelona       |
| 12 | TM | Oswaldo Ibarra          | 8 tháng 9, 1969 (32 tuổi)   |         | El Nacional     |
| 13 | TĐ | Ángel Fernández         | 2 tháng 8, 1971 (30 tuổi)   |         | El Nacional     |
| 15 | TV | Marlon Ayoví            | 27 tháng 9, 1971 (30 tuổi)  |         | Deportivo Quito |
| 16 | TV | Cléber Chalá            | 29 tháng 6, 1971 (30 tuổi)  |         | El Nacional     |
| 17 | HV | Giovanny Espinoza       | 12 tháng 4, 1977 (24 tuổi)  |         | Monterrey       |
| 18 | TV | Carlos Ramón Hidalgo    | 9 tháng 2, 1979 (22 tuổi)   |         | Emelec          |
| 19 | TV | Édison Méndez           | 16 tháng 5, 1979 (22 tuổi)  |         | Deportivo Quito |
| 20 | TV | Edwin Tenorio           | 16 tháng 6, 1976 (25 tuổi)  |         | Barcelona       |

### Haiti
Huấn luyện viên:  Jorge Castelli
| Số | Vt | Cầu thủ                  | Ngày sinh (tuổi)           | Số trận | Câu lạc bộ         |
| -- | -- | ------------------------ | -------------------------- | ------- | ------------------ |
| 1  | TM | Geteau Ferdinand         | 19 tháng 5, 1974 (27 tuổi) |         | Valencia           |
| 3  | HV | Frantz Gilles            | 1 tháng 11, 1975 (26 tuổi) |         | Zénith             |
| 4  | TV | Jean Altidor             | 27 tháng 2, 1977 (24 tuổi) |         | Roulado            |
| 5  | HV | Jean-Jacques Pierre      | 23 tháng 1, 1981 (20 tuổi) |         | Cavaly             |
| 6  | HV | Gilbert Jean-Baptiste    | 19 tháng 2, 1973 (28 tuổi) |         | Charleston Battery |
| 8  | HV | Renel Monpremier         | 10 tháng 1, 1979 (23 tuổi) |         | Capoise            |
| 9  | TĐ | Patrick Tardieu          | 9 tháng 6, 1968 (33 tuổi)  |         | Violette           |
| 10 | TĐ | Johnny Descolines        | 8 tháng 5, 1974 (27 tuổi)  |         | Violette           |
| 12 | TĐ | Golman Pierre            | 21 tháng 2, 1971 (30 tuổi) |         | FICA               |
| 14 | TV | Wilfrid Montilas         | 25 tháng 8, 1971 (30 tuổi) |         | Don Bosco          |
| 15 | HV | Luckenson Chery          | 1 tháng 1, 1982 (20 tuổi)  |         | Zénith             |
| 17 | HV | David Saincius           | 5 tháng 6, 1975 (26 tuổi)  |         | Violette           |
| 19 | TĐ | Charles Alerte           | 22 tháng 7, 1982 (19 tuổi) |         | Aigle Noir         |
| 20 | HV | Roosevelt Désir          | 4 tháng 4, 1974 (27 tuổi)  |         | FICA               |
| 21 | TĐ | Pierre Roland Saint-Jean | 21 tháng 6, 1971 (30 tuổi) |         | Baltimore          |
| 22 | TV | Ernst Atis-Clotaire      | 9 tháng 12, 1977 (24 tuổi) |         | Draguignan         |
| 29 | TM | Dieudonné Morency        | 18 tháng 2, 1971 (30 tuổi) |         | Zénith             |
| 31 | HV | Pierre Richard Bruny     | 6 tháng 4, 1972 (29 tuổi)  |         | Joe Public         |